# Raionul Șîroke, Dnipropetrovsk
Șîroke (în ucraineană Широківський район, transliterat: Șîrokivskîi raion) este un raion în regiunea Dnipropetrovsk, Ucraina. Reședința sa este așezarea de tip urban Șîroke.

## Demografie
Componența lingvistică a raionului Șîroke
     Ucraineană (92,47%)
     Rusă (6,4%)
     Alte limbi (0,75%)
Conform recensământului din 2001, majoritatea populației raionului Șîroke era vorbitoare de ucraineană (92,47%), existând în minoritate și vorbitori de rusă (6,4%).